# Gamarra (Lima)
Gamarra ist ein Textilzentrum im Stadtteil La Victoria in Lima.
Seit den 1970er Jahren siedelten sich Textilfabrikanten und Händler rund um die Straße Jirón Prolongación Gamarra an. Schnell nahm die Zahl der Fabriken und Arbeiter zu. In der Gegenwart erstreckt sich das Areal des Marktes über sechs Häuserblöcke und wird von den Avenidas Aviación, 28 de Julio, Huánuco und Isabel la Católica begrenzt. Das Gebiet um Gamarra dehnt sich immer weiter aus; so haben sich die angrenzenden Straßen ebenfalls auf den Textilhandel spezialisiert.
Verkauft wird in Kaufhäusern ähnelnden großen Galerías mit dem Unterschied, dass einzelne Parzellen an Einzelhändler verpachtet werden. Außerdem gibt es eine große Zahl an fliegenden Händlern.
Es werden Produkte für den peruanischen Textilmarkt, sowie den Export in andere lateinamerikanische Länder, Europa und die Vereinigten Staaten hergestellt.

## Statistik
Im Handelsregister sind rund 24.000 Textilunternehmen in Gamarra registriert. Davon sind 15.500 reine Handelsunternehmen. Das Instituto Nacional de Estadística Peru registriert 51.512 Beschäftigte. Davon arbeiten 61,6 % in Geschäften und Läden. 4,8 % in Warenhäuser, 27,1 % in der Produktion. Die restlichen 6,5 % entfallen auf weiteren Dienstleistungen unter anderem Restaurant und Unterkünfte (Stand 2011). Rund 60 % der Gesamtbeschäftigten sind Frauen. Mehr als 80 % der Arbeitnehmer sind zwischen 18 und 40 Jahre alt.

## Verkehrsanbindung
Die 2012 fertiggestellte Metro Lima bietet eine Anbindung an viele wichtige Stadtteile Limas und entlastet das starke Verkehrsaufkommen. Der internationale Flughafen von Lima Aeropuerto Internacional Jorge Chávez liegt rund 10 Kilometer westlich vom Textilzentrum Gamarra.